# Pałeczka wrzodu miękkiego
Pałeczka wrzodu miękkiego (Haemophilus ducreyi) – Gram ujemna pałeczka, będąca czynnikiem etiologicznym wrzodu miękkiego – choroby przenoszonej drogą płciową.
Choroba wywoływana przez bakterię jest w przebiegu bliska kile pierwszorzędowej, jednak przy tej ostatniej wrzód jest twardy palpacyjnie.

## Diagnostyka
Diagnostyka polega na badaniu mikroskopowym materiały z wrzodu, wykrywaniu antygenów, przeciwciał oraz hodowli mikrobiologicznej. Hodowla jest stosunkowo trudna, wymaga pożywek specjalnych oraz dwóch posiewów, jednak ma 100% specyficzność. Czułość metod serologicznych oraz badania mikroskopowego jest stosunkowo niska.

## Chorobotwórczość
Infekcja drobnoustrojem powoduje powstanie wrzodu wenerycznego (miękkiego) na zewnętrznych narządach płciowych. Zakażenie może predysponować do infekcji wirusem HSV.